# Новоолексіївська сільська громада
Новоолексіївська сільська об'єднана територіальна громада — колишня об'єднана територіальна громада України, у Приморському районі Запорізької області. Адміністративний центр — село Новоолексіївка.
Площа громади —  км², населення —  мешканців (2020).
Утворена 27 серпня 2017 року шляхом об'єднання Мануйлівської та Новоолексіївської сільських рад Приморського району.
12 червня 2020 року, відповідно до розпорядження Кабінету Міністрів України № 713-р «Про визначення адміністративних центрів та затвердження територій територіальних громад Запорізької області», була ліквідована шляхом приєднання до Приморської міської громади.

## Населені пункти
До складу громади входили 5 сіл: Калинівка, Лозуватка, Мануйлівка, Новоолексіївка та Петрівка.